# Comuna Antonivka, Hmelnîțkîi
Antonivka (în ucraineană Антонівка) este o comună în raionul Hmelnîțkîi, regiunea Hmelnîțkîi, Ucraina, formată din satele Antonivka (reședința) și Katerînivka.

## Demografie
Componența lingvistică a comunei Antonivka
     Ucraineană (97,58%)
     Rusă (2,09%)
     Alte limbi (0,22%)
Conform recensământului din 2001, majoritatea populației comunei Antonivka era vorbitoare de ucraineană (97,58%), existând în minoritate și vorbitori de rusă (2,09%).